# 竹迫司登
竹迫 司登（たけさこ かずと、1991年7月15日 - ）は、日本のプロボクサー。大阪府寝屋川市出身。第61代日本ミドル級王者。第53・54代OPBF東洋太平洋ミドル級王者。ワールドスポーツボクシングジム所属。

## 来歴
小学生の頃から石田順裕の指導を受けてボクシングを始めた。
茨木工科高校卒業後、龍谷大学に入る。なお龍谷大学時代、国体近畿予選で村田諒太と対戦経験がある
2015年7月14日、後楽園ホールで開催された「DANGAN133」にて横田知之とスーパーウェルター級5回戦を戦い、2回1分55秒TKO勝ちを収めデビュー戦を白星で飾った。
2015年9月29日、後楽園ホールで開催された「DANGAN-B級トーナメント」にてエルフェロス・ベガ（コロンビア）とスーパーウェルター級5回戦を戦い、初回32秒TKO勝ちを収めて大会MVPを獲得した。
2016年4月22日、後楽園ホールでティアンデーン・チャイヨンジム（タイ）とスーパーウェルター級6回戦を戦い、初回1分27秒KO勝ちを収めた。
2016年8月13日、草加市文化会館ホールで大橋功弥と70.8kg契約8回戦を戦い、3回9秒TKO勝ちを収めた。
2016年11月11日、後楽園ホールで安京俊（韓国）とミドル級8回戦を戦い、3回1分3秒TKO勝ちを収めた。
2017年4月25日、後楽園ホールで開催された「DANGAN180」にてシンデット・シットサイトーン（タイ）とミドル級8回戦を戦い、2回2分15秒KO勝ちを収めた。
2017年11月4日、後楽園ホールで開催された「ダイナミックグローブ」にて福本祥馬と日本ミドル級最強挑戦者決定戦を戦い、初回1分30秒TKO勝ちを収め西田光への挑戦権を獲得した。
2018年3月3日、カルッツ川崎で開催された「ホープフルファイトvol.27」にて日本ミドル級王者の西田光と日本同級タイトルマッチを行い、初回1分32秒TKO勝ちを収め日本王座獲得に成功した。
2018年5月30日、日本プロボクシング協会により第39回チャンピオンカーニバルMVPに選ばれた
2018年6月2日、後楽園ホールで開催された「574回ダイナミックグローブ」にてチャイワット・ムアンポンと73.0kg契約10回戦を行い、7回2分44秒TKO勝ちを収めた。
2018年11月3日、後楽園ホールで開催された「578回ダイヤモンドグローブ」にて元日本ミドル級王者で日本同級3位の佐々木左之介と日本同級タイトルマッチを行い、2回2分11秒TKO勝ちを収め初防衛に成功した。
2019年3月2日、後楽園ホールで日本ミドル級1位の指名挑戦者である加藤収二と日本同級タイトルマッチを行い、10回1-1（94-96、95-95、96-94）の引き分けとなり、連続KOはストップしたものの2度目の防衛に成功した。
2019年8月3日、後楽園ホールで加藤とダイレクトリマッチで再戦し、8回終了TKO勝ちを収め3度目の防衛に成功した。
2020年1月18日、後楽園ホールでOPBF東洋太平洋ミドル級王者の細川チャーリー忍とOPBF東洋太平洋同級タイトルマッチを行い、12回3-0（119-109×2、120-108）で判定勝ちを収め王座を獲得し、ミドル級2冠王者となった。竹迫にとって、プロ転向後初めての判定勝ちとなった。
2021年5月19日、後楽園ホールで日本ミドル級1位の指名挑戦者の国本陸と日本同級タイトルマッチを行い、初回2分46秒KO勝ちを収め、4度目の防衛に成功した。
2021年12月22日付で日本ミドル級王座を返上した。
2022年9月3日、後楽園ホールで元OPBF東洋太平洋スーパーウェルター級王者のラーチャシー・シットサイトーンと対戦し、3回1分57秒TKO勝ちを収めた。
2022年11月5日、後楽園ホールでOPBF東洋太平洋ミドル級11位の柳敬模とOPBF東洋太平洋同級タイトルマッチを行い、3回2分51秒TKO勝ちを収め初防衛に成功した。
2023年4月15日、韓国・仁川のパラダイスシティで開催されたTBプロモーション興行にてJBC非公認のWBOインターナショナルミドル級タイトルマッチとしてWBO世界同級4位およびWBOインターナショナル同級王者のメイリン・ヌルスルタノフに挑戦し、プロ初黒星となる8回2分33秒TKO負けを喫しインターナショナル王座獲得に失敗、同時にJBCの規定によりOPBF王座を剥奪された。
2023年10月7日、後楽園ホールでOPBF東洋太平洋ミドル級10位の馬宇賢とOPBF東洋太平洋ミドル級王座決定戦を行い、10回53秒TKO勝ちを収め前回の敗戦で剥奪されたOPBF王座の返り咲きに成功した。
2024年4月15日、韓国・仁川のパラダイスシティで開催されたTBプロモーション興行にてテイジ・プラタップ・シンとOPBF東洋太平洋ミドル級タイトルマッチを行うも、12回1-2の判定負けを喫し王座から陥落した。
2024年7月15日、大和アリーナでプライズファイターミドル級トーナメント準々決勝としてマーク・ディキンソンと対戦し、10回3-0（96-94、97-93、98-92）の判定勝ちを収め再起に成功したと同時に準決勝進出を果たした。しかし同年10月にプライズファイターミドル級トーナメントが運営側の事情で事実上の打ち切りとなり、本来準決勝として組まれる予定だった国本陸との試合が同年12月15日に住吉スポーツセンターで西田凌佑対アヌチャイ・CPフレッシュマートの前座のWBOアジアパシフィックミドル級タイトルマッチとして行われることが発表された。
2024年12月15日、住吉スポーツセンターで国本陸と再戦するも、初回で国本から2度のダウンを奪われ初回2分39秒TKO負けを喫し雪辱を許すとともにWBOアジアパシフィック王座獲得に失敗した。

## 獲得タイトル
- 第61代日本ミドル級王座（防衛4=返上）
- 第53代OPBF東洋太平洋ミドル級王座（防衛1=剥奪）
- 第54代OPBF東洋太平洋ミドル級王座（防衛0）

## 戦績
- アマチュア - 41戦30勝11敗[27]
- プロ - 21戦17勝（15KO）3敗1分

| 戦           | 日付           | 勝敗 | 時間     | 内容    | 対戦相手                       | 国籍           | 備考                                           |
| ------------ | -------------- | ---- | -------- | ------- | ------------------------------ | -------------- | ---------------------------------------------- |
| 1            | 2015年7月14日  | ☆    | 2R 2:55  | TKO     | 横田知之(中野サイトウ)         | 日本           | プロデビュー戦                                 |
| 2            | 2015年9月29日  | ☆    | 1R 1:32  | TKO     | エルフェロス・ベガ（平石）     | コロンビア     | B級トーナメント決勝戦 トーナメント優勝         |
| 3            | 2016年4月22日  | ☆    | 1R 1:27  | KO      | ティアンデーン・チャイヨンジム | タイ           |                                                |
| 4            | 2016年8月13日  | ☆    | 3R 0:09  | TKO     | 大橋功弥(京拳)                 | 日本           | 70.8kg契約8回戦                                |
| 5            | 2016年11月11日 | ☆    | 3R 1:03  | TKO     | 安京俊                         | 韓国           |                                                |
| 6            | 2017年4月25日  | ☆    | 2R 2:15  | KO      | シンデット・シットサイトーン   | タイ           |                                                |
| 7            | 2017年11月4日  | ☆    | 1R 1:30  | TKO     | 福本祥馬 (角海老宝石)          | 日本           | A級トーナメント決勝戦 トーナメント優勝         |
| 8            | 2018年3月3日   | ☆    | 1R 1:32  | TKO     | 西田光(川崎新田)               | 日本           | 日本ミドル級タイトルマッチ                     |
| 9            | 2018年6月2日   | ☆    | 7R 2:44  | TKO     | チャイワット・ムアンポン       | タイ           | 73.0kg契約10回戦                               |
| 10           | 2018年11月3日  | ☆    | 2R 2:11  | TKO     | 佐々木左之介(ワタナベ)         | 日本           | 日本王座防衛1                                  |
| 11           | 2019年3月2日   | △    | 10R      | 判定1-1 | 加藤収二(中野サイトウ)         | 日本           | 日本王座防衛2                                  |
| 12           | 2019年8月3日   | ☆    | 8R終了   | TKO     | 加藤収二(中野サイトウ)         | 日本           | 日本王座防衛3                                  |
| 13           | 2020年1月18日  | ☆    | 12R      | 判定3-0 | 細川チャーリー忍（金子）       | 日本           | OPBF東洋太平洋ミドル級タイトルマッチ           |
| 14           | 2021年5月1日   | ☆    | 1R 2:46  | KO      | 国本陸（六島）                 | 日本           | 日本王座防衛4                                  |
| 15           | 2022年9月3日   | ☆    | 3R 1:57  | TKO     | ラーチャシー・シットサイトーン | タイ           |                                                |
| 16           | 2022年11月5日  | ☆    | 3R 2:51  | KO      | 柳敬模                         | 韓国           | OPBF防衛1                                      |
| 17           | 2023年4月15日  | ★    | 8R 2:33  | TKO     | メイリン・ヌルスルタノフ       | カザフスタン   | WBOインターナショナルミドル級タイトルマッチ    |
| 18           | 2023年10月7日  | ☆    | 10R 0:53 | TKO     | 馬宇賢                         | 韓国           | OPBF東洋太平洋ミドル級王座決定戦               |
| 19           | 2024年5月11日  | ★    | 12R      | 判定1-2 | テイジ・プラタップ・シン       | オーストラリア | OPBF陥落                                       |
| 20           | 2024年7月15日  | ☆    | 10R      | 判定3-0 | マーク・ディキンソン           | イギリス       | プライズファイターミドル級トーナメント準々決勝 |
| 21           | 2024年12月15日 | ★    | 1R 2:39  | TKO     | 国本陸（六島）                 | 日本           | WBOアジアパシフィックミドル級タイトルマッチ    |
| テンプレート |                |      |          |         |                                |                |                                                |